# Bocca Piccola
La Bocca Piccola è uno stretto marino situato tra la Punta del Capo e l'area naturale marina protetta Punta Campanella, nella parte meridionale del mar Tirreno.
Separa l'isola di Capri dalla penisola sorrentina, costituendo il punto d'ingresso più meridionale del golfo di Napoli.